# República de Mahabad
La República de Mahabad, oficialmente República de Kurdistán (en kurdo: کۆماری کوردستان; en persa: جمهوری مهاباد‎) y establecida en la región del Kurdistán iraní, fue un Estado kurdo que gozó de una fugaz independencia por algunos meses del año 1946. Su capital era la ciudad de Mahabad en el noroeste iraní, abarcando las regiones de la actual provincia iraní de Azerbaiyán Occidental. 
La fundación de la república y su disolución forman parte de la crisis de Irán, un conflicto entre los Estados Unidos y la Unión Soviética que puede considerarse como precursor de la Guerra Fría.

## Antecedentes
En agosto de 1941, un levantamiento general arrebató el control de la región kurda al gobierno central iraní. En la ciudad de Mahabad, habitada mayoritariamente por kurdos, se formó un comité de personas de clase media que dio su apoyo a los jefes tribales, quienes se hicieron cargo de la administración local, fundándose el partido Sociedad para la Reconstrucción del Kurdistán. Qazi Muhammad, jefe de una familia de juristas religiosos, fue elegido presidente del partido. A pesar de que la república no fue oficialmente declarada hasta diciembre de 1945, el comité encabezado por Qazi, administró el área con encomiable eficacia y éxito durante más de cinco años, hasta la caída de la república.

## Postura soviética
Fuerzas soviéticas y británicas invadieron y ocuparon Irán a finales de agosto de 1941 durante la Segunda Guerra Mundial, para evitar el régimen del sha Reza Pahlavi, al que ambos aliados acusaban de simpatizar con la Alemania nazi, quedando la zona norte de Irán bajo ocupación militar del Ejército Rojo, aunque la administración iraní continuó operando. En este contexto, los nacionalistas kurdos de la región asumieron el control de la administración civil de las regiones del noroeste iraní donde existía una mayoría de población kurda (un territorio equivalente a la actual provincia de Azerbaiyán Occidental), lo que fue permitido por los soviéticos para evitar disturbios en la zona.
La URSS se mostró ambivalente con respecto a la administración kurda en el noroeste de Irán. El Ejército Rojo no mantenía guarnición alguna cerca de Mahabad, y tampoco tuvieron ningún funcionario civil con suficiente capacidad para ejercer influencia sobre los nacionalistas kurdos. No obstante, las autoridades militares soviéticas alentaron a la administración del líder kurdo Qazi Muhammad a que realizara operaciones de beneficencia, como el suministro de transporte motorizados, manteniendo alejado al ejército iraní, y la compra de la totalidad de la cosecha local de tabaco, mientras permitían la formación de una milicia kurda. Por otra parte, los soviéticos se disgustaron cuando la Administración kurda se negó a que la región fuera anexada al Azerbaiyán soviético. El gobierno de la URSS también se opuso a la declaración de una república independiente kurda. En ese momento los rusos tenían cerca de 60.000 hombres en Irán y habían armado a cerca de 10 000 kurdos.

## Fundación de la República
En septiembre de 1945, Qazi Muhammad y otros líderes kurdos visitaron Tabriz para ver al cónsul soviético instalado allí en busca de su apoyo para el establecimiento de una nueva república, y luego se dirigieron a Bakú, ya en territorio soviético de la RSS de Azerbaiyán. Allí los líderes turcos se enteraron de que el Partido Demócrata de Azerbaiyán, movimiento político dirigido a la etnia azerí de Irán y auspiciado por la URSS, tenía previsto tomar el control del Azerbaiyán Oriental, lo cual sucedió efectivamente con apoyo soviético el 10 de diciembre de ese año. 
Qazi Muhammad decidió hacer lo propio y el 15 de diciembre de 1945 fundó en Mahabad el "Gobierno Popular Kurdo" basado en los nacionalistas kurdos establecidos allí, y con el apoyo de la milicia kurda armada por los soviéticos, tomando en pocos días el control de todo el Azerbaiyán Occidental. El 22 de enero de 1946, Qazi Muhammad anunció oficialmente la formación de la República de Mahabad. Algunos de sus objetivos mencionados en el manifiesto incluían:
- I. La autonomía de los kurdos residentes en Irán con respecto a ese estado.
- II. El uso del idioma kurdo como medio de educación y administración.
- III. La elección de un consejo provincial de Kurdistán para supervisar los asuntos estatales y sociales.
- IV. Todos los funcionarios del Estado serían kurdos.
- V. Unidad y fraternidad con el pueblo azerbaiyano.
- VI. El establecimiento de una ley única para los campesinos y notables.

## Subsistencia de la República
La proclamación de la República de Mahabad causó un gran disgusto en el gobierno de Irán, que exigía restablecer su autoridad sobre el noroeste, aún ocupado por los soviéticos. Aun así, el gobierno de Qazi Muhammad se lanzó a un ambicioso programa de resurgimiento cultural, instaurando el idioma kurdo como lengua oficial de la administración, así como promoviendo las manifestaciones culturales propias del Kurdistán.
El 26 de marzo de 1946, debido a la presión de potencias occidentales como Estados Unidos, la Unión Soviética prometió al gobierno de Irán que el Ejército Rojo se retiraría del noroeste de ese país en el más breve plazo. En junio, Irán firmó un acuerdo de concesiones petrolíferas con la Unión Soviética concediendo a ésta privilegios sobre la explotación de crudo en el norte de Irán a cambio de la retirada de sus tropas, lo cual los soviéticos ejecutaron casi de inmediato. 
Logrado esto, el régimen iraní lanzó campañas bélicas contra el Azerbaiyán oriental iraní y envió tropas que restablecieran la autoridad de Teherán. Este movimiento aisló a la República de Mahabad, pues las autoridades iraquíes cortaron las comunicaciones de Azerbaiyán Occidental con el resto de Irán. Los países limítrofes como Irak y Turquía eran abiertamente hostiles a una penetración militar soviética y más hostiles aún a la presencia de un Estado kurdo, por lo que la República de Mahabad no podría contar con su ayuda.
Para colmo, la ayuda económica y militar de la Unión Soviética desapareció por completo apenas se retiraron las últimas fuerzas del Ejército Rojo y las tribus kurdas no encontraron razones para apoyar a Qazi Muhammad. El apoyo al régimen de Qazi Muhammad fue disminuyendo aunque los guerrilleros kurdos resistían aún los ataques bélicos del ejército iraní pues los cultivos y la distribución de suministros fueron decayendo en tanto el único mercado para los productos agrícolas de la región era Irán, consecuentemente la calidad de vida se fue tornando cada vez más difícil. De hecho, algunas tribus kurdas comenzaron a emigrar hacia el Azerbaiyán Oriental desde mediados de 1946; para esa fecha el diplomático estadounidense Archibald Roosevelt, que visitaba Mahabad, concluyó que la administración kurda no sobreviviría mucho tiempo sin el apoyo soviético en armas y suministros.
Las tribus kurdas que permanecieron en el territorio, comenzaron a alinearse con la tribu Barzani, ya que tuvieron que compartir sus cada vez menores recursos con ella, la cual era dirigida por Mustafa Barzani, quien además lideraba a la milicia kurda. El 5 de diciembre, el consejo de guerra anunció a Qazi Muhammad que podrían luchar y resistir al ejército iraní en caso de que trataran de ocupar la región con una ofensiva de gran alcance, pero Qazi se oponía a estas medidas, entendiendo que sin ayuda militar soviética los nacionalistas kurdos no podrían resistir a los iraníes.

## Fin de la República
El 15 de diciembre, las fuerzas iraníes penetraron en Azerbaiyán Oriental destruyendo rápidamente la "república" creada por el Partido Demócrata de Azerbaiyán y que también había perdido el apoyo de la URSS. Ese mismo día fuerzas iraníes entraron en el territorio de la República de Mahabad y aplastaron rápidamente la debilitada resistencia kurda, ocupando toda la región en pocos días. 
Una vez asegurada su posición, el gobierno iraní ordenó clausurar la prensa kurda, prohibir la enseñanza del idioma kurdo y se dispuso quemar todos los libros en ese idioma que pudieran encontrarse. Algunos sobrevivientes de la milicia kurda, incluyendo a Mustafa Barzani, se lanzaron a la guerra de guerrillas penetrando inclusive en territorio de Irak pero no pudieron resistir por mucho tiempo y en mayo de 1947 Barzani y sus 500 milicianos sobrevivientes lograron cruzar la frontera soviética, donde el gobierno de la URSS aceptó asilarlos.
Por último, el 31 de marzo de 1947, Qazi Muhammad fue ahorcado en la ciudad de Mahabad por el delito de traición.